# Zakony studenckie
Zakony studenckie (niem. Studentenorden) – tajne korporacje akademickie działające w okresie oświecenia.

## Historia
W XVIII wieku różne grupy studentów zawiązywały tak zwane zakony, częściowo wzorowane na lożach wolnomularskich, jak również nawiązujące do stowarzyszeń literacko-filozoficznych (Pegnesischer Blumenorden w Norymberdze, Accademia della Crusca we Florencji, Zakon iluminatów), były zakładane początkowo jako alternatywa do istniejących od dawna ziomkostw (nacji) studenckich (niem. Landsmannschaften).
Do najważniejszych zakonów studenckich są zaliczani: Amicisten, Konstantisten (Constantisten), Unitisten oraz Harmonisten.
Chociaż zakony nie zajmowały się polityką, to przez władze państwowe i uczelniane były traktowane jako organizacje wywrotowe i szerzące wrogą propagandę powiązaną między innymi z rewolucją francuską. Ostatecznie w roku 1793 uchwałą Reichstagu zostały zakazane i były zwalczane na całym obszarze Rzeszy Niemieckiej.
Ważnym źródłem do historii zakonów studenckich są sztambuchy zawierające wpisy członków zakonów, którzy przeważnie przy swym nazwisku umieszczali monogram korporacji.
Po likwidacji zakonów studenckich pod koniec XVIII wieku powstały pierwsze współczesne korporacje akademickie, które istnieją do dzisiaj jako Corpsy, i Burschenschafty. W USA w XIX wieku rozwinęły się podobne korporacje, mianowicie bractwa Fraternities and Sororities.